# Aeroportul Național Ikaria
Aeroportul Național Ikaria (IATA: JIK, ICAO: LGIK) este un aeroport din Egeea de Nord, Administrația descentralizată a Mării Egee⁠⁠(d), Grecia ce deservește zona Agios Kirykos Ikarias⁠(d). Aeroportul a fost tranzitat în 2022 de 57.240 de pasageri. A fost numit după Icaria⁠(d).
Situat la o altitudine de 24 m, aeroportul dispune de o singură pistă. Este operat de Hellenic Civil Aviation Authority⁠(d).